# Vugrovec Donji
Vugrovec Donji is een plaats in de gemeente Zagreb in de Kroatische provincie Stad Zagreb. De plaats telt 452 inwoners (2001).